# 川口クルド人病院騒動
川口クルド人病院騒動（かわぐちクルドじんびょういんそうどう）とは、2023年7月4日夜から5日未明にかけて埼玉県川口市内の総合病院川口市立医療センター周辺で発生した、約100人のトルコ国籍のクルド人による騒動。埼玉新聞によれば、4日に発生したトルコ国籍クルド人同士の殺人未遂容疑のかかった事件が引き金となったとする。またこの騒動の報道や誇張した話が、同年の在日クルド人を対象とするヘイトスピーチや差別的なデモの勃興のきっかけになったともされる。

## 発端となったとされる殺人未遂容疑の事件
2023年7月4日20時30分頃、川口市安行原で、トルコ国籍のクルド人男性2人（36歳／26歳）が、同国籍の複数のクルド人の男に襲われ、刃物のようなもので切りつけられ、頭部や顔面、首など広範囲に重症の怪我を負う殺人未遂容疑事件が発生したとされる。加害者グループは、被害者の2名らが乗車する車を、複数の車で追いかけて停車させ、襲ったあと逃走。被害者の同乗者が埼玉県警察に通報した。加害者グループのうち、24歳男が腕を負傷して川口市立医療センターへ救急搬送され、45歳男は軽傷を負ったため同病院で治療を受けた。加害者の45歳男は殺人未遂容疑で逮捕され、9月25日に不起訴処分となった。加害者の24歳男は麻薬及び向精神薬取締法違反容疑での逮捕後に殺人未遂容疑で再逮捕された。その後殺人未遂容疑自体は不起訴となったが、強制送還処分を言い渡され自主的にトルコに帰国。その後2024年に再渡航を試みたが入国は認められず、また帰国を拒否したため入管施設に収容され、その後に再度強制送還された。

### 犯行動機
犯行動機は被害者と加害者の男女関係のトラブルだったと報じられている。既婚女性を連れて川口から横浜に逃避行した男性を、女性親族の男たちが襲ったとされる。

### 容疑者の不起訴処分に対する反応
川口市議の松浦洋之は、逮捕されたクルド人が全員不起訴で釈放され市内で暮らしていることについて、「野放しにするのか」との声が多数寄せられたとした。
同市議の奥富精一は「全員が不起訴処分では、日本人の安全は担保されない。刃物を持って人を襲うような人たちが野に放たれることは、川口市民には恐怖でしかない。それは、もはや『共生』というレベルの話ではない」「警察や検察の取り調べでも、トルコ語やクルド語などの言葉の壁が事情聴取の妨げとなっている可能性もあるのではないか」と語った。
同市議の荻野梓は、「外国籍の方は犯罪をしない人がほとんどだが、一部がピンポイントで目立っている。警察に見過ごされているということはないが、言語の問題で意思疎通や取り調べが難しいという課題はある。その壁を越えて、日本人と同じように取り締まって欲しい」と主張した。
元東京地検特捜部副部長の弁護士若狭勝は「不起訴処分の理由はよく分からない。ただ、外国人同士と言っても、日本人が平穏に暮らすなかで起きた事件で、救急病院の業務にも影響が出た。治安に絡む問題だ。検察は『理由を明らかにしない』のではなく、概略は説明すべきだ」と指摘した。

## 川口市立医療センター前での騒動

### センター周辺での騒動での逮捕者
7月4日被害者と加害者が同病院に緊急搬送されたことを知った、双方のクルド人の親族や仲間らが4日21時頃から続々と病院に集結し、約100人のクルド人らが、救急外来の入り口を無理にこじ開けようとしたり、「開けろ」と大声を出してガンガン叩くなどの騒動をひき起こした。さらに、対立グループ同士での乱闘にもなったとする報告もある。同病院は新型コロナウイルス感染防止のため、面会は20時まで、家族のみ面会可で1回に3名まで15分の条件付きで受付可能である。病院側は、埼玉県警に通報し、救急搬送受入を全面停止した。大量の警察官と機動隊員を動員され、事態の沈静化が図られた。
この騒動の最中に、19歳クルド人男性が運転する車両がバックする際に警察車両に衝突し、公務執行妨害の疑いで現行犯逮捕された。その他、暴行容疑の現行犯でクルド人の男が逮捕され、殺人未遂容疑で4人のクルド人が逮捕された。同病院に搬送された加害者の24歳男は7月4日の事件後の12日に、麻薬及び向精神薬取締法違反容疑で逮捕されており、殺人未遂容疑による再逮捕となった。9月25日までに、この24歳男、クルド人を殺傷した45歳解体工のクルド人の男、自称アルバイトのクルド人（27）、職業不詳のクルド人（27）を含め、殺人未遂や凶器準備集合の容疑等で埼玉県警組織犯罪総合対策本部と武南署に逮捕された7人のクルド人は、いずれも不起訴となっている。
この暴動事件を起こした2つの親族は、両一族が総出でコンビニで取っ組み合いや殴り合いを繰り広げ乱闘騒ぎを起こすなど、以前から根深い対立があったとされている。
目撃者などの近隣住民からは「こんな騒ぎは初めて」と恐怖や不安を訴える声が聞かれた。外国人が日本一多い川口市においても、このような大人数の騒動が起こったのは初めてのことではないかと言われ、近隣に住む市民らには、恐怖や不安が広がった。一方で、普段のクルド人らについて勤勉で、不安を感じるようなことはないという住民証言も多い。

### 救急医療業務の停止
医療センターは、4日午後23時半頃から翌5日午前5時頃まで、救急車両の受け入れを停止した。病院側はその理由について収容されたケガ人の対応のためとしている。同病院は川口市、戸田市、蕨市の3市のうちで唯一、命に関わるレベルの重症患者が受け入れ可能な三次救急医療機関に指定された救命救急センターである。消防によると、同病院の受入停止した5時間半の間で、搬送先が30分以上決まらないなどの「救急搬送困難事案」が1件発生したが、命にかかわる状況に至るものではなかった。

## 政府の反応

### 日本
2024年2月26日衆院予算委員会で、川口市出身の衆院議員高橋英明がこの暴動事件の写真パネルを示し、このような事件が起こることで病院の機能が低下し、住民の不安も高まるという点を指摘した上で、「一部外国人と地域住民との軋轢の問題」について「ルールを守らない外国人とも共生するのか」と質問をした。それに対し、総理の岸田文雄は「日本独自の外国人との共生社会」について、「あくまでもルールを守って生活していくことが大前提」との認識を答弁した。また、高橋は、警察や入管による一斉取り締まり実施についても要求した。

### トルコ政府
駐日トルコ大使のコルクット・ギュンゲンは、この騒動で地域住民と生じた軋轢について、「危惧している」とし、この軋轢が「トルコと日本の友好関係に悪影響を及ぼさないように、最大限努力している」と述べている。また、トルコ国籍者には、「日本の法令、しきたりにのっとって滞在することが重要だ」と主張している。

## 影響

### クルド人に対する反感、偏見、「ヘイトスピーチ」のきっかけだとする評価
騒動の報道後、SNSなどで「クルド人は犯罪集団」のような言説が広まった。川口市に対しても、騒動について報道後の約半年の間に、「犯罪をおかすクルド人を強制送還しろ」といった排外主義的な内容を含めた抗議電話が約400件にものぼった。その殆どが具体的な困りごとを抱えていない「SNSなどで見たという県外の人がほとんど」だった。
このように、このセンター周辺の騒動とその報道を、クルド人への「ヘイトスピーチ」や排外主義的活動のきっかけの一つとなったと評価する声は多い。読売新聞は、この騒動以降に在日クルド人についての一面的な否定的な情報が急増したとしている。共同通信は、この事件が、2023年夏からSNS上にあふれた在日クルド人への「ヘイトスピーチ」や中傷のきっかけだと報じた。英誌「エコノミスト」は、この騒動をきっかけとして保守系メディアによって在日クルド人を標的とするキャンペーンが行われ、排外主義団体のデモなどにつながったとした。藤崎剛人はニューズウィーク日本版への寄稿のなかで、「ある右派ジャーナリスト」らが「この事件を誇張して広め、「クルド人は怖い」というイメージを形成した」と主張した。

### 「一部外国人の犯罪による取り締まり強化」意見書との関連
川口市では一部クルド人と地元住民の間に軋轢が起こっており、この騒動の前月の2023年6月29日に、川口市議会は、国や県などに「一部外国人による犯罪の取り締まり強化」を求める意見書を賛成多数で可決していた。この意見書を採択した直後に、川口市立医療センター周辺でクルド人約100人の暴動事件が起きたことがきっかけとなり、産経新聞が「川口クルド人問題」に紙面を割くようになった。一部外国人の犯罪や迷惑行為は目に余っているのに、産経系以外のテレビや新聞で報道されることもほとんどなく、地域住民は存在しないかのように感じている、などといった論調の記事が多い。2024年6月24日開催の足立区議会では、川口市議会の意見書」や暴動事件を引き合いに出して、同区内における外国人とのトラブルについて取り上げられた。

### SNSでの拡散及び保守系メディアと運動グループのキャンペーン
騒動の動画がSNSに多数投稿されると、Xでそれに対する投稿がなされ、「クルド人」がトレンドワード入りした。これにともない、保守系以外のマスメディアでも川口に在住するクルド人が抱える問題が報道されるようになった。産経新聞や週刊新潮などは「通学路が心配で仕方がない」「もう我慢できない」などと訴える「地元住民」のSNSの投稿などを大きく取り上げつつ、そうしたSNS上の「生の声」が反ヘイト団体からヘイトスピーチなどと呼ばれることで、「地域住民」が発信しにくい状況が発生していると主張した。また「ネイティブ・ライブズ・マター（地域住民の命は大切）」、「差別やヘイトは絶対ダメ！でも犯罪や迷惑行為に苦しんでいる市民の声や市民の人権は無視ですか？」といったSNSの投稿を紹介し、「地域住民」vs外国人＋人権団体という図式を前面に打ち出してキャンペーンを展開している。
その一方、いわゆる迷惑系・炎上系と見られるようなユーチューバーが川口市にやって来てクルド人経営の店舗などで執拗に騒ぎ挑発する等の行為も起きている。その他、かつての在特会の流れを汲むグループが、川崎市でヘイト禁止条例が施行されたことにより、あらたな活動の場と論点を求めて、川崎市からやって来て様々な街頭行為や発信をしている。
川口市を素材にネットやマスメディア及び街頭キャンペーン等で議論ばかりか非難中傷も含めて過熱する状況に対して、2024年6月の川口市議会で中川峻一市議は、蕨駅前などで行われている外国人を非難するデモなどを念頭に、条例などでヘイトスピーチを規制しようとする動きもあるが、こうしたデモは市外から来た者が行っており、市内の者がやっているという情報は一度も聞いていない、という川口市長の発言を引用しつつ、規制条例を求める要請も市外から来ているようだと述べ、市の実情からすれば必要のない条例制定によって「表現の自由を過度に制限してしまう可能性」に懸念を表明した。これに対して川口市は、蕨駅前のデモは市外の主催者によって行われており、市内在住の外国人からも相談は寄せられていない、と述べ、市としては規制条例の制定は検討していないと答弁した。

### NHKによる報道
2024年2月2日、NHKは『首都圏情報 ネタドリ!』にて、「埼玉県川口市で2023年7月、病院に100人近くの外国人が集結する騒動が発生」と述べ、川口市に居住するクルド人の置かれた現状や、川口市奥ノ木信夫市長への取材、自治体が抱える負担や国への要望などを報道した。
2025年4月5日、NHKは『ETV特集「フェイクとリアル　川口  クルド人 真相」』を放送。その中で本件に関する調査結果を報道した。同番組によると、事件については不明な部分が多く、公にはっきりしているのは病院が騒ぎにより救急搬送が5時間半にわたってできなくなったということくらいである。後にNHKが住民ら（日本人）に取材したものの、証言は大声での口論があったというものだけで、実際に現場で喧嘩・暴力行為があったという証言は得られていない。クルド人側からはクルド人同士の喧嘩で死者が出たという噂が広まり、クルド人が多数集まってきたものの、口論は集まってきた他のクルド人を帰るよう諫めていたものだったという主張も出ている。（怪我で運ばれた者はいたが、死者は出ていないことが後に確認されている。）警察も騒ぎの際にいったんは逮捕した容疑者を全て不起訴としている。また、川口市の外部からかつての在特会の流れを汲むグループやいわゆる迷惑系・炎上系のユーチューバーらがやってきて、第三者には根拠の有無も不明な各種情報を発信している状況がみられる。
2025年04月28日、滝澤三郎東洋英和女学院大学名誉教授はデイリー新潮誌上において、NHK『ETV特集「フェイクとリアル　川口  クルド人 真相」』について、複数の問題点を指摘した。番組では引用発言の大半をクルド人側論者が占めるなど、内容が著しく不公平であり、政治的公平性を定めた放送法第4条や、日本放送協会番組基準に違反、または逸脱している疑いがあると指摘した。
また毎日新聞、産経新聞、読売新聞関係者ならびに、瀧澤氏の現地取材では、現在のクルド人は迫害されておらず、トルコ人と同じ権利を持ち、国会議員や閣僚もいると述べ、その上でNHKはトルコへの現地取材を行っていないと指摘する。
さらに番組ではクルド人当事者や支援団体の声を紹介する一方で、地域住民の不安や懸念、2023年7月の川口市議会定例会での「地域住民の不安や生活の質の低下」に関する質疑や、埼玉県議会の「川口における外国人トラブルと多文化共生政策の限界」の議論などを取り上げなかった点も、問題であると指摘している。。